# Tarsolepis sommeri
Tarsolepis sommeri is een nachtvlinder uit de familie van de tandvlinders (Notodontidae). De soort komt voor in het Oriëntaals gebied.
Als waardplant is Ramboetan gemeld. Van imagines is waargenomen dat zij traanvocht drinken van zoogdieren.